# 今出川教季
今出川 教季（いまでがわ のりすえ）は、室町時代前期から後期にかけての公卿。権大納言・今出川実富の次男。官位は従一位・左大臣。

## 経歴
初めは慈雲院（妙心寺内）に入れられていたようである。史料によれば、教季が生まれる前の応永28年（1421年）には当時流行りの疫病によって祖父・公行や兄・公富が既に亡くなっており、そして正長元年（1428年）には父・実富までもが相次いで死去したため、家の中核である左馬寮領が他家に分け与えられたり、家芸である琵琶の楽器や楽譜が本家筋の西園寺家に接収されかけたりと、今出川家は断絶の危機を迎えていたが、同じく応永35年（1428年）に将軍が足利義持から足利義教に代替わりし、今出川家と関係の深い伏見宮貞成親王の子・彦仁王が後花園天皇として即位したことが影響して、永享5年（1433年）頃には、当時9歳の教季に家督の相続が許された。
やがて永享7年（1435年）、将軍・義教の後見の下で元服し、教季と名乗る。「教」の字は義教から偏諱を受けたものと考えられ、これが今出川家歴代当主の中で初めて足利将軍家からの偏諱の授与を受けた事例である。
その翌年の永享8年（1436年）に叙爵。以降累進して左近衛少将・左近衛中将・美濃権守を経て文安3年（1446年）に従三位となり、公卿に列する。参議・権中納言を経て、宝徳2年（1450年）に権大納言に任じられる。寛正元年（1460年）までの10年間にわたり権大納言に在職した。その間の長禄2年（1458年）には内教坊別当と親王家勅別当を兼務している。さらに寛正4年（1463年）には権大納言に再任している。同年右近衛大将に任官。寛正6年（1465年）内大臣に任じられるも、文正元年（1466年）に辞す。応仁元年（1467年）従一位を授与される。文明12年（1480年）に右大臣。さらに文明13年（1481年）には左大臣に任じられるもその翌年に官職を辞す。

## 系譜
- 父：今出川実富（?-1428）
- 母：不詳
- 正室：高倉永豊の娘
  - 男子：今出川公興（1445/1446-1514）
- 生母不明の子女
  - 女子：伏見宮邦高親王妃